# Phyllocycla uniforma
Phyllocycla uniforma är en trollsländeart som beskrevs av Meryle Byron Dunkle 1987. Phyllocycla uniforma ingår i släktet Phyllocycla och familjen flodtrollsländor. Inga underarter finns listade i Catalogue of Life.